# Karkonoskie Tajemnice
Karkonoskie Tajemnice – interaktywna wystawa, znajdująca się w Karpaczu przy ul. Mickiewicza 1a. Poświęcona  postaci Ducha Gór oraz legendom Karkonoszy. Celem ekspozycji  jest edukowanie i inspirowanie do odkrywania nieznanych przekazów na temat historii i wierzeń Dolnego Śląska. Obiekt jest otwarty dla publiczności od 2011 roku.

## Opis
Pomysłodawcą i Inicjatorem wystawy jest Jakub Paczyński, przedsiębiorca, autor ruchu społecznego zrzeszającego miłośników Karpacza i Karkonoszy pod wspólnym znakiem Karkonoskie Tajemnice.

## Historia Powstania
Karkonoskie Tajemnice zbudowane zostały w miejscu odkrycia kostura Ducha Gór. Przedmiot ten wykopany został w dniu 26 marca 2011 r. podczas prac budowlanych w Karpaczu. Aktualnie eksponat zasilił zbiory Muzeum Domu Carla i Gerharta Hauptmannów w Szklarskiej Porębie-filii Muzeum Karkonoskiego w Jeleniej Górze.

## Wystawa stała
Składa się z ekspozycji:
1. Ekspozycja Repliki Kostura.
2. Ekspozycja i legenda o karkonoskich hutnikach.
3. Ekspozycja sekretarzyka Ducha Gór.
4. Ekspozycja chaty karkonoskiego Laboranta.
5. Ekspozycja postaci Ducha Gór.
6. Ekspozycja i historia o mandragorze.
7. Ekspozycja “Legendarny zakątek”
8. Ekspozycja “Odnalezione w karkonoskiej ziemi”
9. Ekspozycja “Kącik wielkiego Kreatora i alchemika”
10. Ekspozycja szkieletu Rzepióra
11. Sala Czterech Żywiołów
12. Ekspozycja walońskiej sztolni[3].

Wystawa wyposażona jest w ekrany multimedialne do gier interaktywnych.
Wnętrze, utrzymane jest w bajkowym, teatralnym klimacie, część ekspozycji zlokalizowana jest w podziemiach i wykorzystuje wrażenia powodowane przez światło i dźwięk. Autorami aranżacji ekspozycji byli Dariusz Miliński, Igor Morski, Wiktor Wiktorczyk, Mariusz Kaczmarek, Konrad Rogiński, Artur Turant i Tomasz Czyszczoń.

## Działania w obszarze edukacji
Warsztaty dla dzieci i młodzieży “Odkrywca Karkonoskich Tajemnic”. Na których przekazywana jest etnograficzna wiedza na temat Ducha Gór, legend i wierzeń związanymi z Karkonoszami, jak i elementy wiedzy geograficznej, topograficznej, geologicznej. Do warsztatów dołączone są karty pracy.